# San Francisco de Cuapa
San Francisco de Cuapa é um município da Nicarágua, situado no departamento de Chontales. Tem 277 km² de área e sua população em 2020 foi estimada em 11.479 habitantes.